# Гоголев, Вячеслав Иванович
Вячесла́в Ива́нович Го́голев (1922—2002) — заместитель Главного конструктора Московского института теплотехники, лауреат Ленинской премии и Государственной премии СССР.

## Биография
Родился 20 июня 1922 года в Москве.
После начала Великой Отечественной войны работал в Ижевске, в должности технолога на Заводе № 74 Народного комиссариата оборонной промышленности СССР (выпуск стрелкового оружия).
С июня по июль 1942 года контролёр отдела технического контроля на Заводе № 524 Народного комиссариата оборонной промышленности СССР (бывший Ижевский мотозавод).
В 1945 году окончил Факультет артиллерийского вооружения МВТУ имени Н. Э. Баумана (ныне — факультет «Специальное машиностроение») по специальности «инженер-механик». Работал старшим инженером в п/я № 4095 (ГСКБ-47, ныне — Научно-производственное объединение «Базальт», Москва) — разработка и производство авиабомб, боевых частей ракет, мин, снарядов и средств ближнего боя.
С 1948 года начальник отдела, затем — заместитель Главного инженера КБ-2 — Головного специального конструкторского бюро Министерства сельскохозяйственного машиностроения СССР (п/я № 4096, ГСНИИ-642) — разработка крылатых и пороховых ракет, радиоуправляемых и самонаводящихся авиабомб.
В конце 1957 года московский ГСНИИ-642 был объединён с реутовским ОКБ-52.
В 1959 году В. И. Гоголев в составе коллектива этого КБ перешёл в НИИ-1 Министерства оборонной промышленности СССР (п/я № 2227), работал начальником конструкторского комплекса № 1 СКБ-1, затем — начальником СКБ-1.
В марте 1966 года НИИ-1 был преобразован в Московский институт теплотехники Министерства оборонной промышленности СССР.
В нём Гоголев занимал следующие должности: заместитель Директора по научно-исследовательским и опытно-конструкторским работам, первый заместитель главного конструктора — директора института, заместитель главного конструктора по проектированию (с октября 1970 года; курировал работы по созданию ракет и двигателей к ним), заместитель главного конструктора, начальник сектора — заместитель главного конструктора, начальник отделения — заместитель главного конструктора.
В 1988 году вышел на пенсию, но до конца своих дней продолжал работу в институте в должности начальника отделения и ведущего научного сотрудника.
В середине 1960-х годов участвовал в создании подвижных грунтовых ракетных комплексов с межконтинентальными баллистическими ракетами на твёрдом топливе «Темп-С».
Руководил работами по баллистическому обеспечению и участвовал в пусках, в сдаче на вооружение управляемых ракетных комплексов стратегического назначения — разработок Московского института теплотехники:
- 15П645 «Пионер» (ракета 15Ж45/РСД-10/РТ-21М) и 15П645К "Пионер-К/«Пионер-М» (ракеты 15Ж45, 15Ж46/РСД-10/РТ-21М), разрабатывались в 1973—1976 годах; приняты на вооружения 11 марта 1976 года;
- 15П653 «Пионер-УТТХ»/«Пионер-2» (ракета 15Ж53), на ракете комплекса были установлены новая система управления и двигатели ступени разведения боевых блоков, комплекс принят на вооружение 17 декабря 1980 года.
- 15П175 «Периметр РЦ»/«Сирена» (ракета 15Ж57). Комплекс разрабатывался в 1975—1982 годах одновременно в днепропетровском КБ «Южное» и в Московском институте теплотехники. Принят на вооружениев январе 1985 года;
- РС-12М /15П158.1/15П158 «Тополь» (ракета РТ-2ПМ / 15Ж58). Ракета разрабатывалась в 1977—1982 гг., первый пуск — 8 февраля 1983 года. Комплекс МБР «Тополь» был принят на вооружение 1 декабря 1988 года.
- 15П666 «Скорость» (ракета 15Ж66). Комплекс разрабатывался с 1982 года, разработка прекращена в 1987 году в связи с подписанием Договора о ликвидации ракет средней и меньшей дальности (РСДМ);
- 15П656 «Горн» (ракета 15Ж56), принят на вооружение 11 марта 1986 года;
- 15П157 «Пионер-3» (ракета 15Ж57), модернизированный комплекс с новой самоходной пусковой установкой. Испытания велись с 1986 года и были прекращены в 1988 году в связи с подписанием Договора о ликвидации ракет средней и меньшей дальности (РСДМ);
- 15П159 РСС-40 «Курьер» (ракета 15Ж59). Эскизный проект межконтинентальной баллистической ракеты завершён в 1984 году. 5 октября 1991 года президент СССР М. С. Горбачев объявил о прекращении разработки комплекса.
- 15П165 (комплекс шахтного базирования)/15П155 (подвижной комплекс) «Тополь-М» (ракета РТ-2ПМ2/15Ж65). В шахтном варианте базирования принят на вооружение в 2000 году.
- Комплексы с ракетами-носителями космического назначения «Старт» и «Старт-1» для запуска малогабаритных космических аппаратов на низкие околоземные орбиты, в том числе по коммерческим заказам. Единственный (экспериментальный) и неудачный запуск ракеты «Старт» состоялся 28 марта 1995 года. Первый пуск ракеты «Старт-1» состоялся 25 марта 1993 года, до 25 апреля 2006 года было осуществлено 6 успешных пусков.

Доктор технических наук (1971), автор 5 монографий, более 90 авторских свидетельств, из которых более 20 внедрено в производство.
Постановлением Комитета по Ленинским премиям в области науки и техники от 22 апреля 1966 года за создание подвижного ракетного комплекса «Темп-С» удостоен Ленинской премии в области науки и техники за 1965 год в составе коллектива: Ведущие конструкторы Московского института теплотехники Министерства оборонной промышленности СССР: Надирадзе Александр Давидович — Директор и Главный конструктор; Гоголев Вячеслав Иванович — заместитель Директора по научно-исследовательским и опытно-конструкторским работам; Лагутин Борис Николаевич — Начальник сектора; а также: Сергеев Георгий Иванович — Главный конструктор ОКБ-2 Завода «Баррикады» Министерства оборонной промышленности СССР (Волгоград).
В 1976 году за создание подвижного ракетного комплекса «Темп-2С» награждён орденом Ленина.
Постановлением ЦК КПСС и Совета Министров СССР в 1981 году за создание подвижного ракетного комплекса «Пионер» удостоен Государственной премии СССР в составе коллектива разработчиков.
Награждён орденом Трудового Красного Знамени (1971), медалями: «За доблестный труд в Великой Отечественной войне 1941—1945 годов» (1945), «За доблестный труд. В ознаменование 100-летия со дня рождения В. И. Ленина» (1970), «Ветеран труда» (1983); нагрудным знаком «600 лет
Отечественной артиллерии» (1982).
Изобретатель СССР (1979),  Заслуженный изобретатель РСФСР (1986).
Умер 24 сентября 2002 года после тяжёлой болезни. Похоронен на Введенском кладбище (уч. № 20).